# Marlow Moss
Marlow Moss (Londen, 28 mei 1889 – Penzance, 23 augustus 1958) was een Engelse beeldend kunstenares die zich toelegde op schilder- en beeldhouwkunst. Moss was de eerste Britse constructivist.

## Biografie
Geboren als Marjorie Jewel Moss. De ouders zijn Lionel Moss (textielhandelaar) en Fannie Jacobs. 
Tegen de zin van haar ouders besloot ze kunstenaar te worden. Ze volgde haar opleiding aan de St John's Wood School of Art in 1916 en 1917, daarna bezocht zij de Slade School of Fine Art. Op de traditionele kunstacademies in Londen vond ze niet wat ze zocht. Ze trok zich na ‘een schok van emotionele aard’ (de omschrijving is van partner Netty Nijhoff) in 1919 voor vier jaar terug en ging in Cornwall wonen.
In 1923 keerde ze terug naar Londen, waar ze in de studiezaal van het British Museum en later aan de Penzance School of Art, waar ze beeldhouwkunst studeerde, haar opleiding weer oppakte. Rond 1926 begon ze ook te schilderen en richtte in Londen een atelier in. Vanaf deze tijd kleedde zij zich vooral mannelijk en noemde zich Marlow. Zowel uiterlijk als innerlijk bevrijdt ze zich van de leefpatronen die door haar familie bepaald waren. Ze zegt daarover: 'I destroyed my old personality and created a new one'.
In 1927 ging Moss voor het eerst naar Parijs, waar ze zich later vestigde. In 1929 ontmoette ze daar Netty Nijhoff, die voor de rest van haar leven haar partner zou zijn. Ook hier studeerde ze verder, ze was aan de Académie Moderne leerling van Fernand Léger en Amédée Ozenfant. Door bemiddeling van Nijhoff maakte ze kennis met Piet Mondriaan, een kennis van de Nijhoffs, door wie haar stijl van werken beïnvloed zou raken. Ze was bevriend met Georges Vantongerloo, Jean Gorin en Max Bill.
In april 1940 vertrokken Moss en Nijhoff vanwege de oorlogsdreiging naar Nederland, vanwaar Marlow verder reisde naar het Verenigd Koninkrijk. Ze vestigde zich weer in Penzance op het westelijke punt van Cornwall, waar ze de rest van haar leven zou blijven wonen en werken. Daarnaast pakte ze ook nog een studie architectuur op aan de Penzance School of Art.
In 1958 overleed ze in Penzance aan kanker.

## Werk
Voor de Tweede Wereldoorlog bestond haar werk voornamelijk uit schilderijen. Daarin was goed de invloed van het neoplasticisme met als belangrijkste vertegenwoordigers Theo van Doesburg en Piet Mondriaan te herkennen, hoewel sommigen ook beweren dat Moss een grotere invloed had op Mondriaan dan andersom. Moss werkte systematisch en wiskundig, waarbij ze geometrische berekeningen en verhoudingen toepaste. Zo kon ze haar werk visueel beter construeren en meer dynamiek toevoegen aan haar werk. De uitvinding van de dubbele lijn wordt vaak aan Moss toegeschreven. "De dubbele lijn is een techniek waarbij twee strakke zwarte lijnen, met een kleine ruimte ertussen, over het canvas worden getrokken – een techniek die Mondriaan later zelf ook ging gebruiken, en die uiteindelijk onderdeel uitmaakte van zijn iconische handschrift. In een van hun briefwisselingen legt Moss haar keuze voor de dubbele lijn uit aan Mondriaan, aan de hand van wiskundige berekeningen. Bij hun eerstvolgende ontmoeting reageert Mondriaan echter dat hij haar uitleg niet helemaal kan volgen, omdat getallen hem weinig zeggen. De tijdgenoten en vrienden inspireerden elkaar over en weer, maar hadden elk hun eigen ideeën en opvattingen." 
Aan het eind van de jaren dertig veranderde ze van stijl door volkomen witte reliëfs te maken van materialen als hout en touw. Veel van haar vooroorlogse werk ging verloren doordat Duitse bommen op haar atelier terechtkwamen.
Na de oorlog legde ze zich ook toe op beeldhouwwerken, die blijk geven van de kennis die ze tijdens haar studie architectuur had opgedaan. Haar schilderijen uit die tijd zijn in dezelfde stijl als die van voor WOII, maar minder kleurrijk. Haar werk was innovatief, maar door haar lage productie en het feit dat ze een afgezonderd leven leidde, ook nog eens grotendeels in Frankrijk, werd ze vooral gezien als een mindere imitator van Mondriaan. Dat zij niet zo duidelijk te classificeren was en een groot deel van haar oeuvre verloren was gegaan tijdens het bombardement in 1944 hebben zeker een rol gespeeld bij haar onderwaardering. Er zijn echter ook andere factoren. Zo worden haar geaardheid, haar Joodse wortels, haar excentriciteit waardoor ze weinig aansluiting vond maar ook haar bescheidenheid waardoor ze haar werk weinig promootte genoemd als redenen van haar onzichtbaarheid. Dat lot treft uiteraard ook andere vrouwen die door de structuur van de kunstgeschiedenis, die is opgebouwd vanuit een kader van masculine dominantie werden buitengesloten.
Werk van Moss is te vinden in het Gemeentemuseum Den Haag, het Kröller-Müller Museum, Tate Modern, de Vleeshal en het Henry Moore Institute. Van 12 december 1994 tot en met 5 februari 1995 was er in het Gemeentemuseum Arnhem de tentoonstelling 'Marlow Moss: ruimte, beweging en licht', op basis van het werk van Florette Dijkstra, 'Marlow Moss: constructiviste & het reconstructieproject'. Van haar hand verscheen in 2025 'De Sprong in het Licht, Marlow Moss (1889-1958). Deze reconstructie brengt nieuwe feiten aan het licht over de rol en positie van Moss. Het laat ook zien wat voor destructieve gevolgen de onderwaardering het werk van Moss had. Zo beschrijft het hoe een schilderij van Mondriaan uit de collectie van het Haags Gemeentemuseum gerestaureerd moest worden waarbij een schilderij van Moss diende als proefkonijn. Gevolg: het rood van één schilderij door Moss was verkleurd omdat het met chemicaliën was bewerkt.
Het Kunstmuseum Den Haag heeft, zo werd op 25 mei 2025 gepubliceerd, ruim honderd werken van kunstenares Marlow Moss aangeschaft. Het gaat om schetsen die zij maakte in de jaren 30 en 40 van de vorige eeuw. Het Kunstmuseum heeft de werken van Moss kunnen aanschaffen dankzij een particuliere gift.